# Beatrice Faumuina
Beatrice Faumuina, född den 23 oktober 1974 i Auckland, är en nyzeeländsk friidrottare (diskuskastare).
Faumuina har tävlat sedan 1992 och hennes personliga rekord är 68,52 meter från en tävling i Oslo 1997. 
Faumuina slog igenom på allvar vid VM 1997 där hon vann VM-guld. Efter det har hon inte riktigt lyckats i de stör re mästerskapen. Hon har deltagit i två olympiska spel och hennes bästa placering är en sjunde plats treOS 2004 i Aten. Vid VM 2005 hamnade Faumuina precis utanför prispallen på en fjärde plats.